# Mägipe
Mägipe (Duits: Mäggipäe) is een plaats in de Estlandse gemeente Hiiumaa, provincie Hiiumaa. De plaats heeft de status van dorp (Estisch: küla).
Mägipe lag tot in oktober 2013 in de gemeente Kõrgessaare, daarna tot in oktober 2017 in de gemeente Hiiu en sindsdien in de fusiegemeente Hiiumaa.

## Bevolking
Het dorp had 11 inwoners op 31 december 2011 en 14 inwoners op 31 december 2021.

## Ligging
De plaats ligt aan de noordkust van het schiereiland Kõpu. Op de heuvel Tornimägi staat de vuurtoren van Kõpu.

## Geschiedenis
Het dorp ontstond uit een groep boerderijen. In 1798 werd het genoemd als dorp Mäggipa.
Rond 1950 werd Mägipe samengevoegd met het buurdorp Suurepsi. In 1997 werden de beide dorpen weer uit elkaar gehaald.